# One Mint Julep
One Mint Julep – piosenka napisana przez Rudy'ego Toombsa, w wykonaniu zespołu wokalnego The Clovers stała się hitem. Została nagrana w nowojorskim studiu nagraniowym wytwórni Atlantic, 19 grudnia 1951 roku. W marcu 1952 roku została wydana jako singel i stała się jedną z pierwszych "pijackich piosenek", które zanotowały również sukcesy na listach przebojów. Utwór miał bardzo ważne znaczenie w historii Atlantic Records oraz Ahmeta Erteguna, ponieważ przyniósł wytwórni rozgłos, dzięki czemu stała się ona jedną z najpopularniejszych wytwórni muzyki bluesowej i R&B. Atlantic wydał "One Mint Julep" jako 10" płytę szybkoobrotową (78 obr./min.) z numerem katalogowym 963.
Piosenka w wykonaniu Raya Charlesa uplasowała się na miejscu #1 listy Billboard R&B, a także stała się muzycznym bestsellerem.

## Muzycy
- John "Buddy" Bailey – śpiew (głos wiodący)
- Harold "Hal" Lucas – śpiew
- Mathew McQuater – śpiew
- Harold Winley – śpiew
- Bill Harris – gitara

## Lista utworów
1. "One Mint Julep" (Rudy Toombs) – 2:27
2. "Middle of the Night" (Nugetre czyli Ahmet Ertegün) – 2:59

## Covery
- Louis Prima
- Chet Atkins
- Duane Eddy
- Count Basie
- Freddie Hubbard
- Earl Palmer
- Bob James
- The Ventures
- Jack Sheldon
- Xavier Cugat
- Mac Wiseman
- Sarah Vaughan